# Piko (firma)

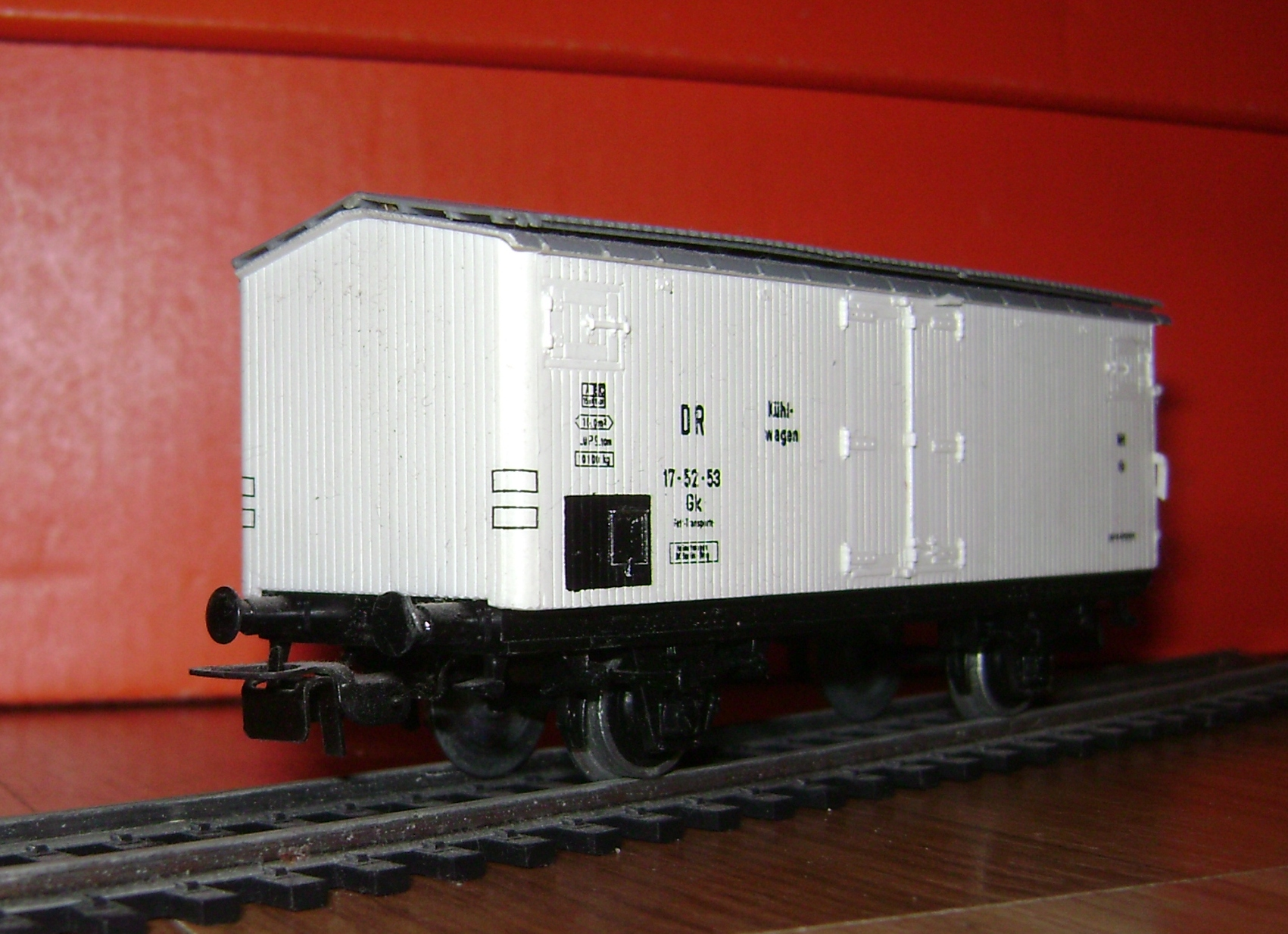
Chladicí vůz Piko

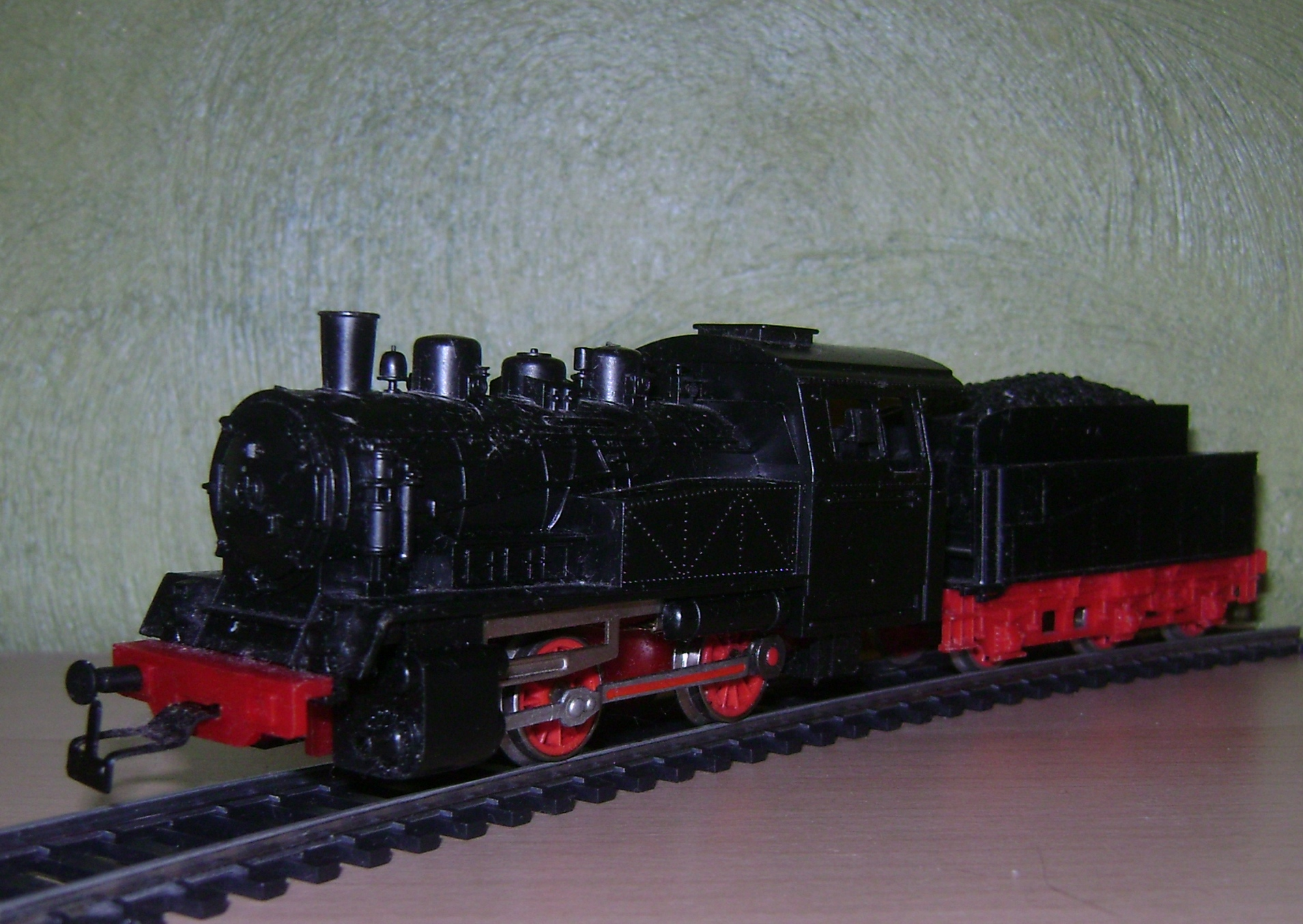
Lokomotiva Piko

Piko (celým názvem PIKO Spielwaren GmbH) je německý výrobce modelových vláčků. Sídlo společnosti se nachází v durynském městě Sonneberg. Nabízí výrobky v modelových velikostech H0 (1:87), TT (1:120), N (1:160) a G (1:22,5).

## Historie
Firma byla založena v roce 1948, ještě před vznikem NDR, v bývalé továrně Siemens & Halske v Saské Kamenici.  Jejím úkolem bylo zajistit výrobu modelových vláčků, které se v důsledku nesměnitelnosti měny staly pro obyvatele sovětské okupační zóny nedostupné. První výrobky modelové velikosti HO byly představeny v roce 1949.

## Současnost
Po fúzi firem Fleischmann a Roco je Piko Spielwaren GmbH po firmách  Gebr. Märklin & Cie. GmbH a Modelleisenbahn Holding GmbH třetí největší dodavatel s kompletní nabídkou modelových železnic velikostí G, H0, TT a N.